# 聖愛堂 (重慶市)
聖愛堂（せいあいどう、中国語: 圣爱堂、英語: Agape Church, Chongqing）は、中華人民共和国重慶市渝中区民権路55号にある影響力のあるプロテスタント教会で、市中心部の開放碑の近くにある。

## 概要
この教会はもともと「社交会堂礼拝堂」と呼ばれていて、1900年にメソジスト教会 (1939年には合同メソジスト教会に改名) によって設立された。1939年に日本軍による重慶空襲で破損されたが、1943年に改築・再建された。
1998年に市中心部の再開発で取り壊され、8年間礼拝のために近くの映画館を借りた後、2005年に元のデザインに改築した教会に戻り、名称を聖愛堂（アガペ教会の意味）に変更した。

## 参照項目
- 中国のキリスト教
- 中国基督教協会
- 愛徳基金会
- 重慶聖ヨセフ天主経堂（英語版） - 重慶市のカトリック大聖堂